# Ivan Babuškin
Ivan Vasiljevič Babuškin (rusky Иван Василевич Бабушкин, 22. prosince 1872jul./ 3. ledna 1873greg., Vologda – 5. lednajul./ 18. ledna 1906greg., Mysovsk) byl ruský revolucionář a žurnalista.

## Život

### Mládí
Narodil se v rodině rolníka. V letech 1887 až 1891 pracoval jako kovodělník. Po roce 1891 pracoval v Putilovské továrně v Petrohradu.

### Revolucionář
Roku 1894 se seznámil s marxismem. Roku 1895 začal organizovat v Petrohradu dělnické stávky. V roce 1896 byl zatčen a poslán do Jaroslavlu. Tam začal volat po emancipaci dělnické třídy.
V roce 1900 založil noviny „Dělník Jihu“ a stal se korespondentem pro Leninovy stranické noviny Iskra, čímž zároveň vstoupil do Ruské sociálně demokratické dělnické strany. V letech 1900–1901 pracoval pro stranu v mnoha ruských městech, například v Moskvě, Smolensku, Polocku, Orechovo-Zujevě a Ivanovu.
Roku 1902 uprchl z Jekatěrinoslavu do Londýna, tentýž rok se však vrátil do Ruska. Usadil se v Petrohradě, kde bojoval proti tamním agentům Ochranky, konkrétně přívržencům agenta Sergeje Zubatova (tzv. Zubatovcům). Roku 1903 byl znovu zatčen a vyhoštěn do Verchojansku.
Když byl roku 1905 amnestován, začal používat pseudonym Nikolaj Bogdanov, účastnil se revoluce a stal se členem frakce bolševiků. Propagoval marxistickou doktrínu v Irkutsku a Čitě a psal příspěvky pro bolševické noviny "Zabajkalský dělník". Spolu s Viktorem Kurnatovským a Antonem Kostjuško-Valjušaničem byl vůdcem ozbrojeného povstání v Čitě.

### Smrt
V lednu roku 1906 začal pašovat se svými přáteli Kljušnikovem, Savinem, Jermolajevem a Bjalychem zbraně z Číny do Irkutsku.
Jednoho dne, na železniční trati Transsibiřské magistrály u zastávky Zabajkalské železnice Sljuďanka, však byl chycen při činu generálem Alexandrem Meller-Sakomelským. Všichni pašeráci byli uvězněni a bez soudu 18. ledna 1906 zastřeleni na zastávce Mysovaja. Lenin Babuškina později nazval lidovým hrdinou a chloubou bolševické strany.
Roku 1941 bylo město Mysovsk na jeho počest přejmenováno na „Babuškin“. Město se takto jmenuje dodnes.